# 4811-es mellékút (Magyarország)
A 4811-es mellékút egy bő 16 kilométeres hosszúságú, négy számjegyű mellékút Hajdú-Bihar vármegye keleti részén: Derecskét köti össze Konyárral, illetve Hosszúpályihoz és Esztárhoz tartozó külterületekkel.

## Nyomvonala
Derecske központjában ágazik ki a 47-es főútból, annak a 21+200-as kilométerszelvénye táján, délkelet felé; ugyanott ér véget, az ellenkező irányból becsatlakozva a 4816-os út. Dózsa György utca néven húzódik a belterület keleti széléig, amit nagyjából 600 méter után ér el; ugyanott ágazik ki belőle az az utca, amely a Debrecen–Sáránd–Nagykereki-vasútvonal Derecske-Vásártér megállóhelyét szolgálja ki. Hamarosan meg is közelíti a vasútvonalat, az 1+650-es kilométerszelvénye táján pedig át is szeli azt, onnantól a vágányok északi oldala mentén húzódik tovább.
Már majdnem az ötödik kilométerénél jár, amikor átlépi Konyár határát; e község nyugati szélét 7,6 kilométer után éri el. Ott újból keresztezi a vasutat, majd el is távolodnak egymástól, mivel az út keleti irányba fordul, a Sóstói út nevet felvéve, a sínek pedig északkelet felé folytatódnak. 8,3 kilométer megtételét követően kiágazik belőle északi irányban a 48 312-es számú mellékút, mely Konyár vasútállomásra vezet, 9,2 kilométer után pedig ki is lép a belterületről.
10,5 kilométer után Hosszúpályi külterületei között folytatódik, a 14. kilométere után újra keresztezi a vasutat, majd elhalad Messzelátó-Sóstó településrész a Konyári Sóstófürdő megállóhely mellett. Kevéssel a 16. kilométere előtt újból eltávolodik a vasúttól, majd átlépi Esztár határszélét, kicsivel ezután pedig véget is ér, beletorkollva a 4808-as útba, annak majdnem pontosan a 22. kilométerénél.
Teljes hossza, az országos közutak térképes nyilvántartását szolgáló kira.kozut.hu adatbázisa szerint 16,314 kilométer.

## Története
A Kartográfiai Vállalat 1990-ben megjelentetett Magyarország autóatlasza a Derecske-Konyár közti szakaszát kiépített, portalanított útként tünteti fel, a fennmaradó szakasz viszont szinte teljes hosszában csak földútként jelölve szerepel az atlasz térképén. Esztári végpontjánál az atlasz egy Bajontanya nevű külterületi településrészt jelöl, amely helynév azonban 2021-es térképi, illetve Google-keresésekkel már nem tűnik föllelhetőnek.

## Települések az út mentén
- Derecske
- Konyár
- (Hosszúpályi)
- (Esztár)

## Külső hivatkozások
- Rövid videofelvétel az útról (MTZ traktor előz egy személyvonatot Konyár és Derecske között). Hozzáférés: 2024. január 25.